# Lawrence C. Murphy
Lawrence C. Murphy (* 21. November 1925; † 21. August 1998) war ein Priester der römisch-katholischen Kirche in den Vereinigten Staaten, der durch sexuellen Missbrauch an Kindern Aufsehen erregte.

## Leben
Murphy war von 1950 bis 1974 in der St. John’s School in St. Francis, einer Einrichtung für gehörlose Kinder in Wisconsin tätig. Obwohl bereits in den 1950er Jahren Missbrauchs-Vorwürfe gegen ihn erhoben wurden, wurde er 1963 Leiter der Schule. Die Vorwürfe eines gehörlosen Jungen wurden 1973 von den staatlichen Strafverfolgungsbehörden nicht verfolgt.
Murphy wurde vom Erzbischof von Milwaukee, William Edward Cousins, im Mai 1974 nach Superior versetzt, wo er weitere 24 Jahre in Gemeinden, Schulen und einer Jugendstrafanstalt arbeitete. Drei Bischöfe von Wisconsin reagierten auf die Hinweise nicht weitergehend.
Auch die Gefängnisverwaltung der Jugendstrafanstalt reagierte offenbar nicht.
Erst Erzbischof Rembert Weakland beschäftigte sich ab 1993 näher mit dem Fall und beauftragte einen Sozialarbeiter mit der Untersuchung. Murphy erklärte dem Beauftragten, er habe 200 Kinder missbraucht und fühle keinerlei Reue. 1996 leitete der Erzbischof ein kircheninternes Verfahren gegen Murphy ein und berichtete den Fall schriftlich an den Präfekten der Kongregation für die Glaubenslehre, Kardinal Ratzinger. Weakland reiste 1998 sogar selbst nach Rom und traf dort den damaligen Sekretär der Kongregation für die Glaubenslehre, Tarcisio Bertone. In einem Brief vom 19. August jenes Jahres an Erzbischof Bertone teilte Erzbischof Weakland diesem mit, dass er die formelle Einstellung des Verfahrens gegen Murphy angeordnet habe. Wenige Tage später starb Murphy.
Nach der Beisetzung schrieb der Erzbischof von Milwaukee am 2. September 1998 in einem Schreiben an Tarcisio Bertone, damals Sekretär der päpstlichen Glaubenskongregation in Rom:
Wir dachten, (Murphys) Familie hätte zugestimmt (…) Doch sie taten exakt das Gegenteil, verstießen gegen unsere Vereinbarung, luden Vertreter der Taubstummen-Gemeinde ein, hatten den Sarg offen und den Father in vollem Ornat. Höchste Stellen der katholischen Weltkirche hatten eine private Beerdigungsfeier für den 72-Jährigen angeordnet, der Sargdeckel sei geschlossen zu halten, der Kreis der Trauergemeinde sei auf die Angehörigen zu beschränken und jegliches Zeremoniell zu vermeiden. Man wusste also in Rom, dass Murphy ein schwerer Sünder war.
Im März 2010 wurde bekannt, dass einige Opfer gegen das Erzbistum Milwaukee klagen. Das Bistum wirft ihnen eine „Schmutzkampagne“ vor.